# Ronaël Pierre-Gabriel
Ronaël Julien Pierre-Gabriel (Pariz, 13. lipnja 1998.) francuski je nogometaš koji igra na poziciji desnog beka. Trenutačno igra za Dinamo Zagreb.

## Klupska karijera

### Rana karijera
Pierre-Gabriel igrao je za omladinske selekcije francuskih klubova ES Parisienne, US Chevrières, CFF Paris i Saint-Étienne.

### Saint-Étienne
Za Saint-Étienne debitirao je 29. studenog 2015. u prvoligaškoj utakmici protiv Guingampa koji je poražen 3:0.

### Monaco
Dana 9. srpnja 2018. prešao je u Monaco za 6 milijuna eura. Za Monaco je debitirao 11. kolovoza u utakmici prvog kola francuskog prvenstva u kojoj je Nantes izgubio 1:3.

### Mainz 05
Tijekom ljeta 2019. prešao je u Mainz 05 za 5,5 milijuna eura. Debitirao je i asistirao 31. kolovoza u utakmici Bundeslige protiv Bayerna koji je dobio susret s visokih 6:1.

### Brest (posudba)
Od ljeta 2020. do ljeta 2022. bio je posuđen francuskom prvoligaškom klubu Brest. Za Brest je debitirao 23. kolovoza protiv kluba Nîmes Olympique od kojeg je Brest izgubio 4:0. Klupski prvijenac postigao je 8. studenog kada je Brest pobijedio Lille rezultatom 3:2.

### Strasbourg (posudba)
Prvi dio sezone 2022./23. proveo je na posudbi u Strasbourgu s opcijom otkupa. Debitirao je 6. kolovoza 2022. u prvoligaškoj utakmici protiv svog bivšeg kluba Monaca od kojeg je Strasbourg izgubio 1:2.

### Espanyol (posudba)
Bio je posuđen Espanyolu tijekom drugog dijela sezone 2022./23. Za Espanyol je debitirao 4. veljače 2023. u utakmici La Lige protiv Osasune koja je završila 1:1.
Jedini klupski pogodak postigao je 4. lipnja u utakmici posljednjeg kola prvenstva s Almeríjom koja je završila 3:3.

### Nantes
Potpisao je trogodišnji ugovor s Nantesom 1. kolovoza 2023. Dvanaest dana kasnije debitirao je u ligi protiv Toulousea od kojeg je Nantes izgubio 1:2.

### Dinamo Zagreb
Dana 7. veljače 2024. prešao je besplatno u Dinamo Zagreb s kojim je potpisao ugovor na dvije i pol godine. Za Dinamo Zagreb debitirao je 18. veljače 2024. kada je Varaždin poražen s minimalnih 1:0 u HNL-u. Klupski prvijenac postigao je 2. kolovoza u utakmici 1. kola HNL 2024./25. u kojoj je Dinamo savladao Istru 1961 5:0.

## Reprezentativna karijera
Nastupao je za francuske selekcije do 18 i 19 godina.

## Priznanja

### Klupska
Dinamo Zagreb
- HNL (1): 2023./24.
- Hrvatski nogometni kup (1): 2023./24.

## Vanjske poveznice
- Profil, Francuski nogometni savez
- Profil, Transfermarkt